# Chenggao
Chenggao (成皋; Chénggāo) var en forna kinesisk ort. Chenggao låg ungefär 25 kilometer nordost om dagens Gongyi i Henanprovinsen.
Under Vår- och höstperioden (770 f.Kr. till 481 f.Kr.) var orten inom staten Zhengs territorium, senare erövrad av staten Jin, och blev en del av staten Han efter att Jin deltas. 249 f.Kr. erövrades Chenggao av staten Qin varefter orten underställdes Sanchuan jun. Från början av Zhoudynastin (1046 f.Kr.–256 f.Kr.) till perioden De stridande staterna (403–221 f.Kr.) kallades området även Hulao (虎牢; Hǔláo), förment eftersom en tiger var fångad i regionen.) Under Västra Handynastin (206 f.Kr.–24 e.Kr.) var Chenggao underordnad Henan jun. Under inbördeskriget mellan Liu Bang och Xiang Yu var Chenggao en avgörande garnison.